# Ivar Kreuger
Ivar Kreuger, švedski poslovnež, * 2. marec 1880, Kalmar, Švedska, † 12. marec 1932, Pariz, Francija.
Po prvi svetovni vojni si je kot upravitelj edinega švedskega podjetja za proizvodnjo vžigalic z agresivnimi in drznimi finančnimi potezami poskušal pridobiti svetovni monopol nad proizvodnjo vžigalic. Izposloval je dogovore z evropskimi in srednje- ter južnoameriškimi vladami in nazadnje nadzoroval več kot dve tretjini svetovne proizvodnje vžigalic, zaradi česar se ga je oprijel vzdevek »kralj vžigalic«. Poleg tovarn vžigalic je njegov imperij obsegal banke, rudnik, zemljišča in druge tovarne.
Koncern je zaradi svetovne gospodarske krize finančno propadel in Kreuger je leta 1932 storil samomor.